# DMZ (лейбл)
DMZ — лондонский независимый лейбл звукозаписи, специализирующийся на дабстепе и являющийся одним из ключевых на этой сцене. Основан в 2004 году музыкальным дуэтом Digital Mystikz. DMZ, как несложно догадаться, является аббревиатурой Digital Mystikz и нередко, когда упоминают DMZ, имеют в виду сам дуэт, а не лейбл.
Помимо работ непосредственно самих Mala и Coki, составляющих Digital Mystikz, на лейбле также выпускаются записи диджея и продюсера Loefah. Надо отметить, что Digital Mystikz не зациклены на своем лейбле — до его основания и нынче, они продолжают выпускаться на различных лейблах, в числе которых Tempa, Big Apple Records, Soul Jazz Records, Deep Medi Musik и другие, в основном специализирующиеся на дабстепе, лейблы.
В то же время, DMZ это не только звукозаписывающий лейбл, но и саунд-система, регулярные вечеринки которой определяют состояние текущей дабстеп-сцены.